# Turbo (gumă)
Turbo a fost o marcă de gumă de mestecat, produsă de compania turcă Kent Gida de la începutul anilor 1980 până în 2007. „Surprizele” Turbo, care prezentau imagini cu diferite vehicule, erau populare pe la sfârșitul anilor 1980 și până prin anii 1990.
O nouă gumă Turbo a venit în 2014, fiind disponibilă în Polonia și România, iar în 2017 a fost actualizată.

## Seria Turbo
- Prima serie, numită Turbo, conținea doar 50 de imagini diferite (1-50).

| N   | Ț                          | Marcă și tip       | N   | Ț            | Marcă și tip          | N   | Ț                          | Marcă și tip         | N   | Ț                          | Marcă și tip         | N   | Ț                          | Marcă și tip              |
| --- | -------------------------- | ------------------ | --- | ------------ | --------------------- | --- | -------------------------- | -------------------- | --- | -------------------------- | -------------------- | --- | -------------------------- | ------------------------- |
| 1.  | Germania                   | Opel Ascona CO     | 2.  | Regatul Unit | TVR 390-SE Covertible | 3.  | Regatul Unit               | Rolls Royce Silver   | 4.  | Germania                   | Mercedes Benz 300 E  | 5.  | Japonia                    | Honda Accord              |
| 6.  | Italia                     | Lamborghini        | 7.  | Regatul Unit | Aston Martin          | 8.  | Germania                   | Isdera Imperator 108 | 9.  | Germania                   | BMW RT80             | 10. | Japonia                    | Toyota Land Cruiser       |
| 11. | Italia                     | Cagiva Ferrari     | 12. | Japonia      | Honda Civic           | 13. | Japonia                    | Subaru 4 W D         | 14. | Germania                   | Kodiak               | 15. | Suedia                     | Volvo 760-GLE             |
| 16. | Japonia                    | Toyota Starlet     | 17. | Regatul Unit | Austin MG Metro Turbo | 18. | Statele Unite ale Americii | Ford Sierra          | 19. | Italia                     | Lamborghini          | 20. | Statele Unite ale Americii | Ford Escort TS Turbo      |
| 21. | Statele Unite ale Americii | Ford Thunderbird   | 22. | Italia       | Ferrari GTO-308       | 23. | Japonia                    | Honda VF 400         | 24. | Statele Unite ale Americii | Ford Mustang SVO     | 25. | Italia                     | Ferrari                   |
| 26. | Statele Unite ale Americii | Dodge Charger      | 27. | Franța       | Renault 5             | 28. | Japonia                    | Mitsubishi           | 29. | Germania                   | BMW K-100            | 30. | Statele Unite ale Americii | Dodge Conquest            |
| 31. | Italia                     | Ferrari            | 32. | Italia       | Lamborghini           | 33. | Statele Unite ale Americii | Pontiac Fiero        | 34. | Japonia                    | Suzuki GS X 550      | 35. | Statele Unite ale Americii | Dodge Colt                |
| 36. | Franța                     | Peugeot            | 37. | Japonia      | Nissan Sunny          | 38. | Regatul Unit               | Jaguar XJ-6          | 39. | Germania                   | BMW 5-er serie       | 40. | Germania                   | Mercedes 190E             |
| 41. | Regatul Unit               | Lotus Esprit Turbo | 42. | Italia       | Alfa Romeo            | 43. | Regatul Unit               | Tyrrell P34          | 44. | Germania                   | Porsche 928-TTE      | 45. | Italia                     | Innocenti Mini de Tomasso |
| 46. | Germania                   | Porsche 911 Turbo  | 47. | Japonia      | Nissan 300 Z X        | 48. | Germania                   | BMW RT80             | 49. | Statele Unite ale Americii | Camaro R Convertible | 50. | Austria                    | Ledl                      |

- A doua serie Turbo conține 70 de imagini diferite (51-120).
- A treia serie Turbo este prima în care vehiculele sunt listate în ordinea alfabetică (121-190).
- În cea de-a patra serie Turbo există și multe prototipuri și pentru prima dată sunt afișate și inscripții publicitare pe poze (Kent, Kent Assortment, Jelibon, Frutty) (191-260).
- A cincea serie Turbo este prima care include și alte vehicule în afară de mașini: un avion de luptă (F-19, Lockheed), o navă sau un jet ski. Vehiculele din această serie au fost împărțite în patru categorii: Cadrul de culoare aurie sau argintie din jurul vehiculelor poate fi subțire sau gros. (261-330).

## Seria Turbo Super
- Prima serie este o continuare a ultimei serii Turbo (331-400)
- A doua serie (401-470)
- A treia serie este ultima, a cărei numerotare urmează pe cea a precedentei serii Turbo (471-540)

## Seria Turbo Clasic
Această serie include mașini de epocă
- Două tipuri în prima serie, cu textul Turbo Classik sub imagini sau doar cu cu cuvântul Turbo (1-70).
- A doua serie (71-140).

## Seria Turbo Sport
Imaginile din serie arată doar vehicule construite pentru curse.
- În prima serie este inclusă și o bicicletă în imaginea 27. Există și două variante ale acestei serii: într-una, ramele pozelor sunt albastre, iar în cealaltă, sunt violet (1-70).
- A doua serie (71-140)
- A treia serie (141-210)
- Seria a patra (211-280, asemănătoare ca aspect cu seria Turbo 2000 Super, au fost eliminate doar etichetele „Kent” și „2000”, așa că este numită și „Turbo 2000 Sport 211-280”.)
- Seria a cincea are aceleași imagini cu cele ale seriei a doua de Turbo Super, păstrându-se aceeași numerotare (401-470).
- În a șasea serie sunt afișate din nou pozele din a doua serie de Turbo Sport, cu diferența că numerotarea lor începe de la 471. (471-540) Există două tipuri de aceasta: versiunile S subțire și S gros.

## Turbo 2000
Serie dedicată trecerii în noul mileniu: Turbo 2000 Super Series (71-140)

## Turbo Sport 2003
S-a realizat o singură serie: Turbo Sport 2003 (1-99)

## Turbo Super 2003
O singură serie (1-99)

## Turbo Super 2007
În a doua serie, vehiculele sunt din nou listate în ordinea alfabetică. Acesta a fost ultimul serial produs in Turcia, exista si doua versiuni: cu subtitrare „Super” si fara subtitrare:
- Turbo Super 2007 (101-154) „super”
- Turbo Super 2007 (101-154) „no super”